# Kościół franciszkański Zwiastowania Pańskiego w Bratysławie
Kościół franciszkański Zwiastowania Pańskiego w Bratysławie – kościół franciszkański; najstarszy istniejący budynek sakralny w Bratysławie.

## Historia i architektura
Budowa kościoła rozpoczęła się w 1280 roku, a zakończyła w 1297 roku (w tym roku świątynia została również konsekrowana). W 1526 roku w kościele Ferdynand I Habsburg został wybrany na króla Węgier. Budynek został kilkukrotnie uszkodzony przez pożary i trzęsienia ziemi (na przykład w 1590 roku). Kościół jest zbudowany w stylu gotyckim. Główny ołtarz znajdujący się w kościele pochodzi z XVIII wieku, znajduje się na nim malowidło na szkle przedstawiające wniebowzięcie Maryi. Ołtarz jest otoczony posągami świętego Emeryka i Stefana I Świętego. Boczne ołtarze są barokowe. Pierwotne prezbiterium i boczne ściany nawy zachowały się do dzisiaj i są najstarszymi zachowanymi częściami kościoła. 

## Galeria

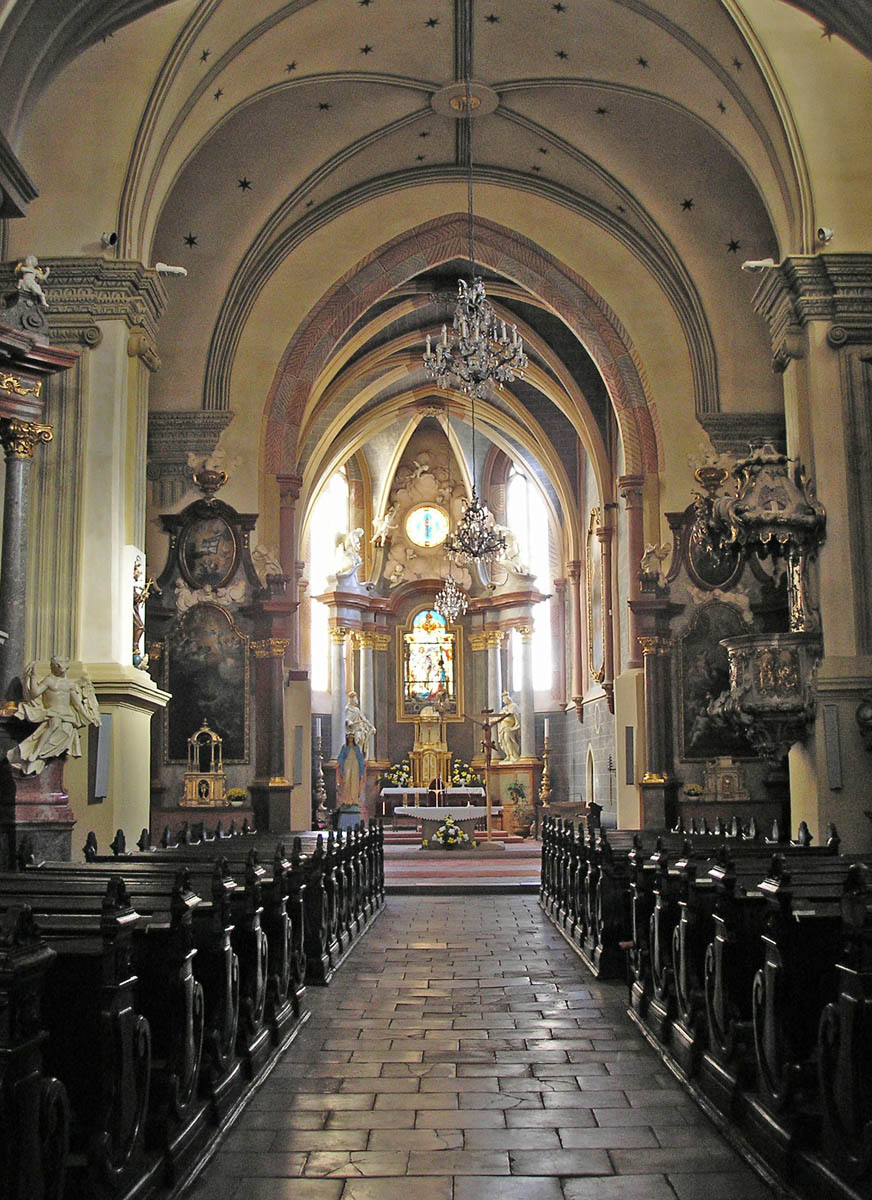
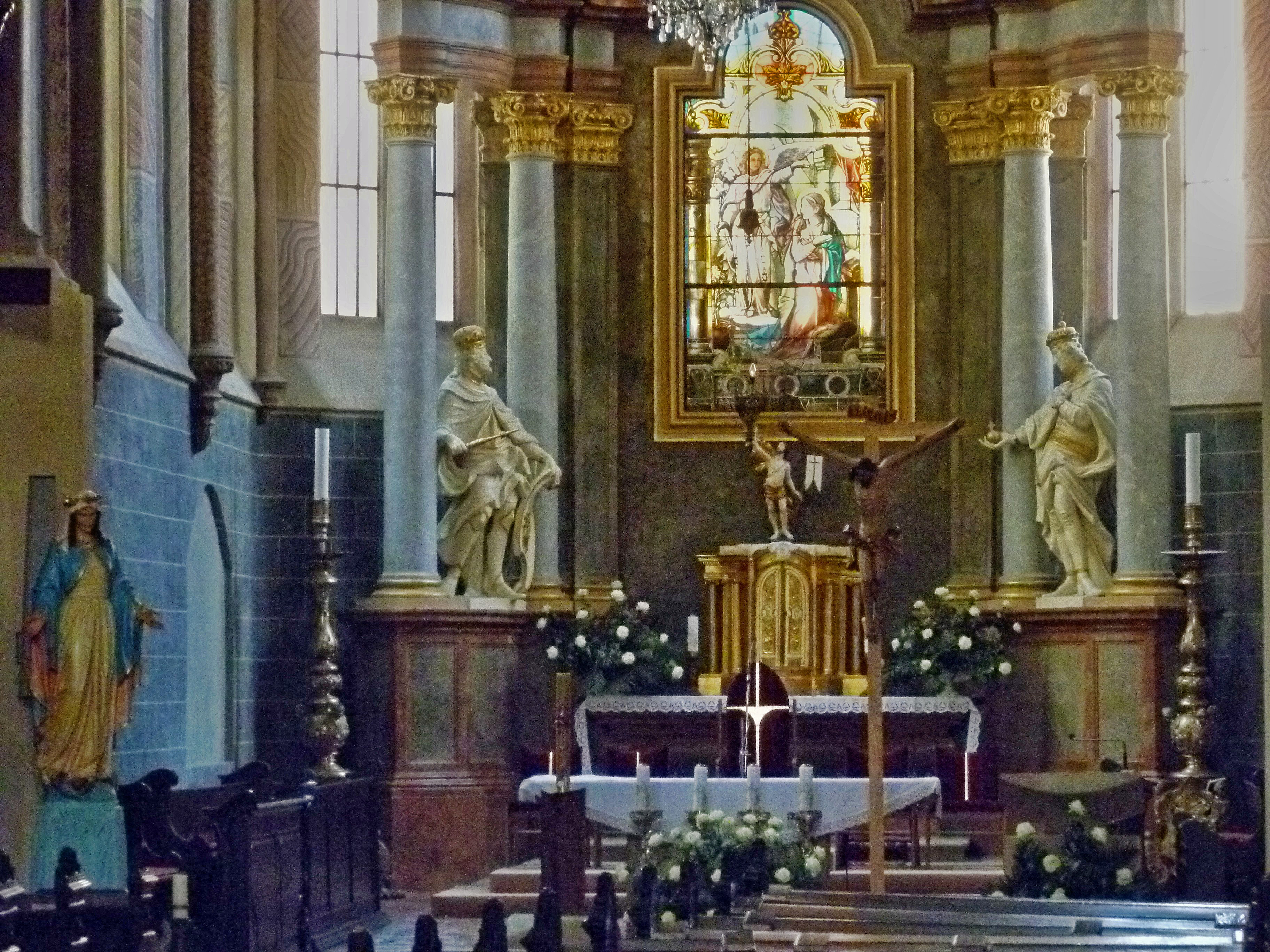
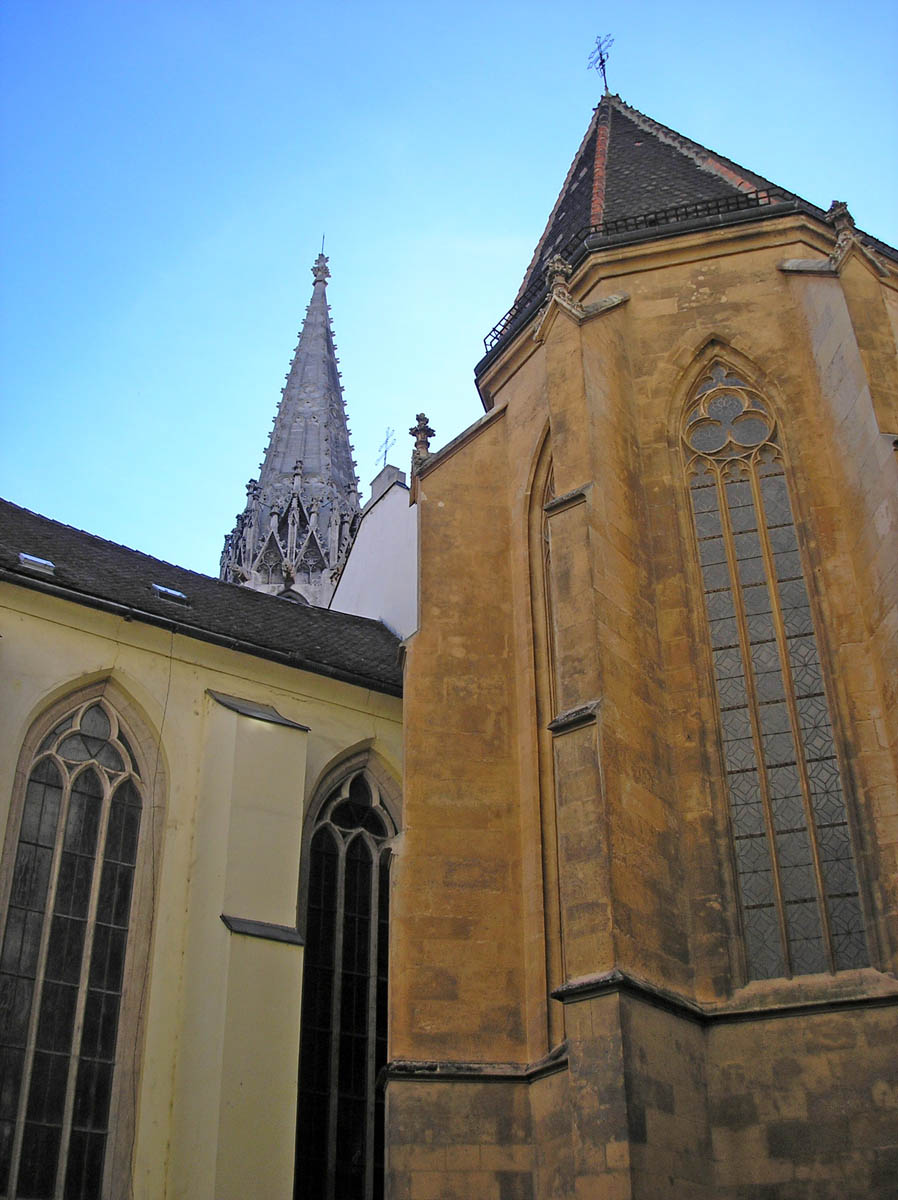
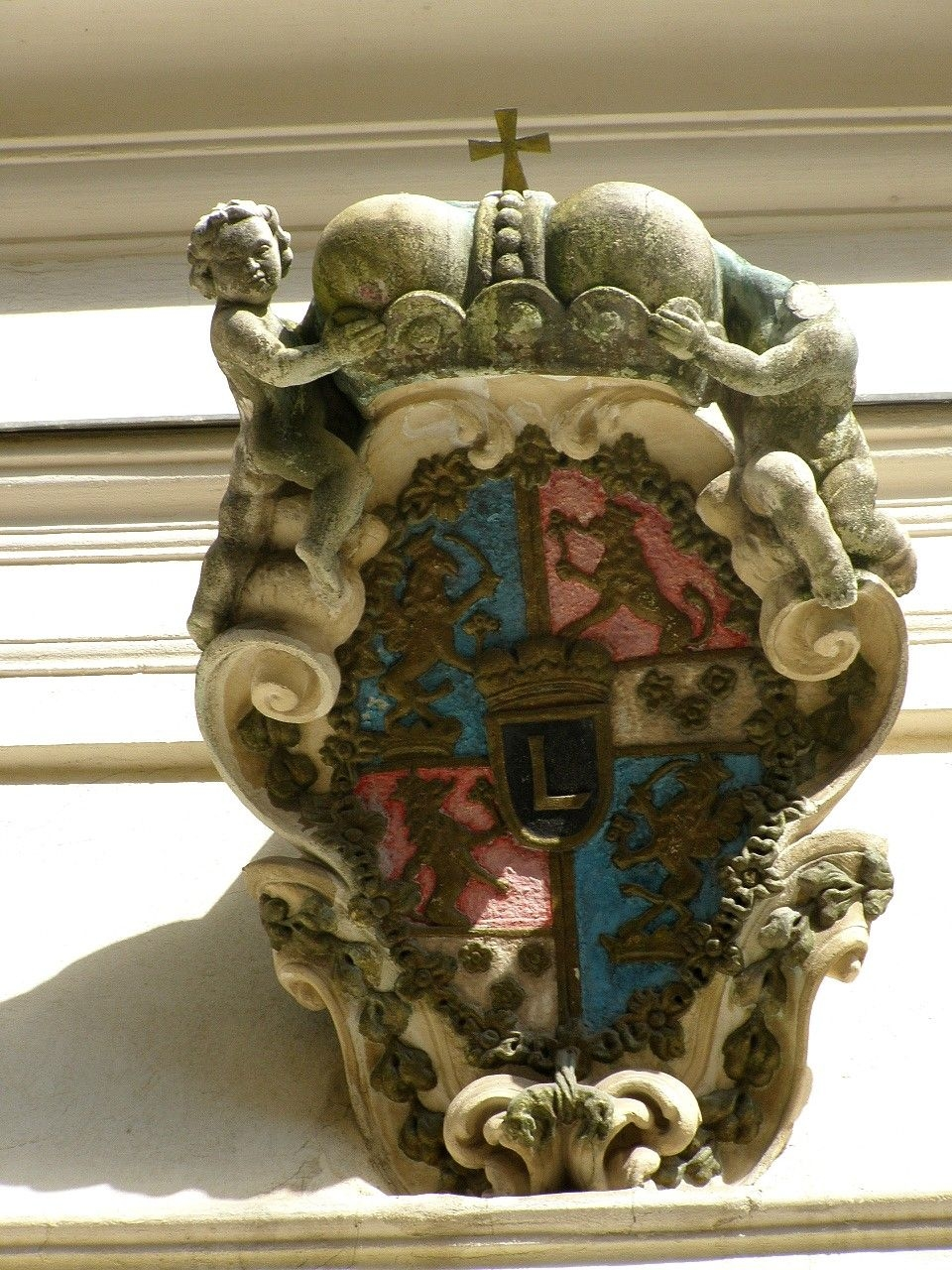
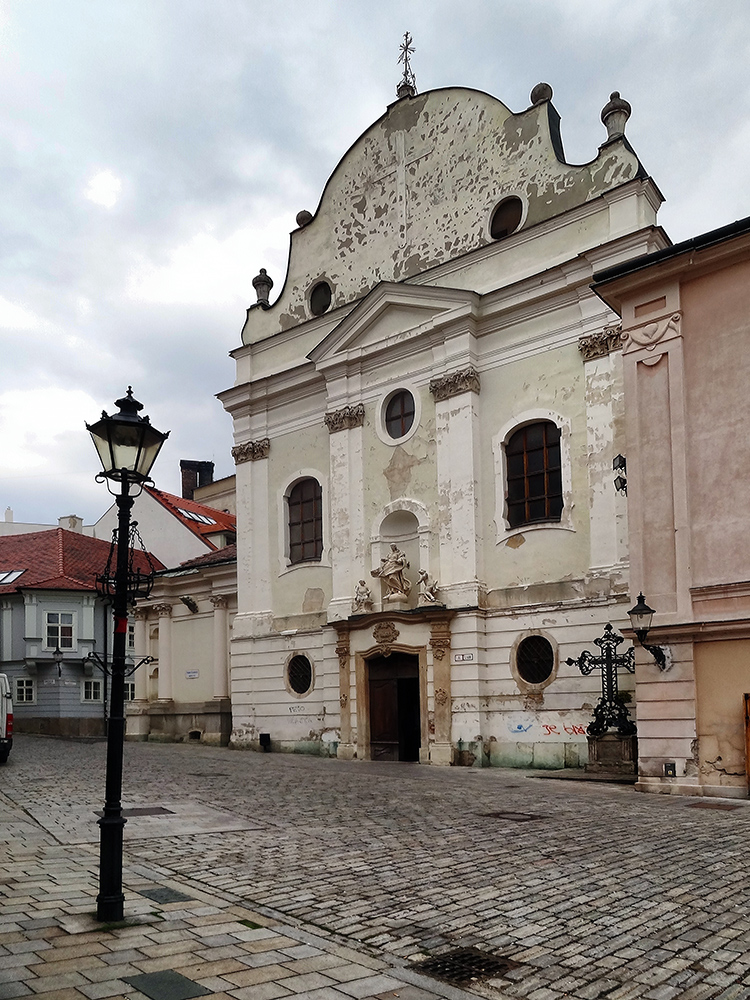
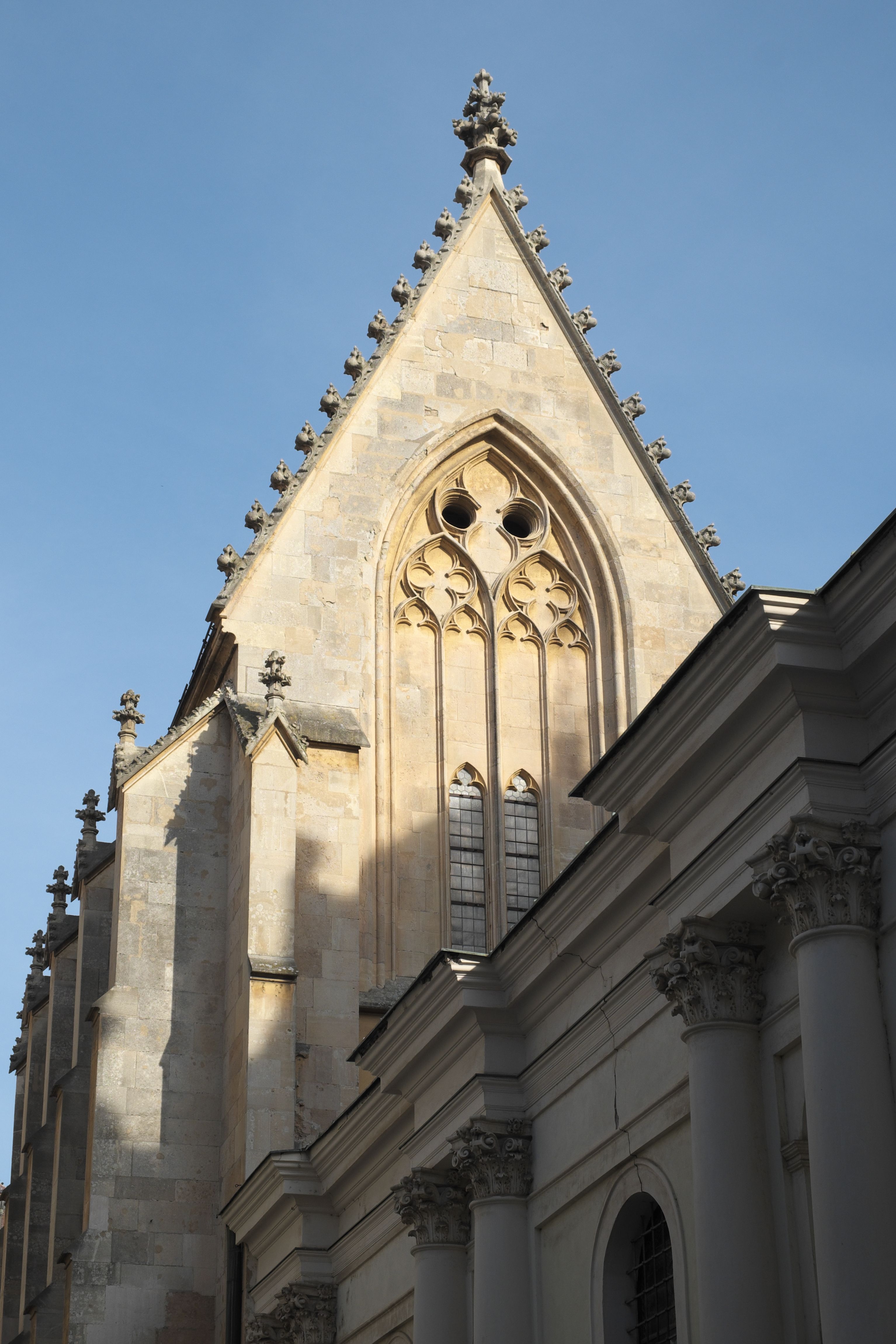